# San Vicente Cofradía
San Vicente Cofradía är en ort i Mexiko.   Den ligger i kommunen Tacámbaro och delstaten Michoacán de Ocampo, i den södra delen av landet, 240 km väster om huvudstaden Mexico City. San Vicente Cofradía ligger 2 011 meter över havet och antalet invånare är 213.
Terrängen runt San Vicente Cofradía är lite bergig, och sluttar söderut. Runt San Vicente Cofradía är det ganska tätbefolkat, med 65 invånare per kvadratkilometer. Närmaste större samhälle är Tacámbaro de Codallos, 7,1 km söder om San Vicente Cofradía. I omgivningarna runt San Vicente Cofradía växer huvudsakligen savannskog.